# 劍橋 (英國國會選區)
劍橋（英語：Cambridge），英國國會一自治市選區，包括英格蘭東部劍橋郡劍橋大部分，南部被劃入南劍橋選區。始設於1295年。1660年至1885年之間應選兩席，此後為應選一席。
本區1992年多數前支持保守黨，其後支持工黨，2005年起轉而支持自民黨。朱利安·哈波特在2010年大選中以39.1%選票勝出該區首度當選，使之成為英格蘭東四個由自民黨控制的選區之一。但自2015年起則改回支持工黨。